# Los caifanes (película)
Los caifanes es una película de drama mexicana de 1967 dirigida por Juan Ibáñez. Está protagonizada por Enrique Álvarez Félix y Julissa.

## Sinopsis
Tras la repentina disolución de una fiesta de jóvenes de clase alta, dos novios, Jaime y Paloma (Enrique Álvarez Félix y Julissa), se separan del grupo y vagan por algunas calles de la Ciudad de México. La lluvia y la búsqueda de un lugar más propicio para la intimidad los hacen recurrir a un coche aparentemente abandonado. Tras un breve escarceo amoroso en el interior del auto, la pareja se da cuenta de que en realidad el automóvil es propiedad del capitán Gato y sus Caifanes. El encuentro da inicio a una gira por la Ciudad de México, alentada por la fascinación que Paloma muestra por las costumbres, forma de hablar y maneras de la clase trabajadora y la amistad espontánea —pero siempre sospechosa— que los Caifanes saben brindar.
Durante el resto de la película se retrata la vida nocturna de la capital mexicana en aquellos tumultuosos y psicodélicos años sesenta. Mientras el grupo recorre cabarets, parques, funerarias, fondas y plazas públicas, se muestran personajes y algunos usos y costumbres de la época, alternados con una amplia gama de expresiones artísticas de aquel tiempo.

## Reparto
- Julissa - Paloma
- Enrique Álvarez Félix - Jaime de Landa
- Sergio Jiménez - Capitán Gato
- Óscar Chávez - El Estilos
- Ernesto Gómez Cruz - El Azteca
- Eduardo López Rojas - El Mazacote
- Tamara Garina - Prostituta vieja/ «fantasma del Correo» o La muerte
- Carlos Monsiváis - Santa Claus
- Ignacio Vallarta - Ciego
- Julien de Meriche - Hombre en cabaret
- Martha Zavaleta - La Elota
- Leticia Gómez - Lupe "Magda"
- Socorro Avelar - Cabaretera
- Evelia Cárdenas - Cabaretera
- Inés Bugarini - Cabaretera
- Toni Sbert - Cabaretera
- Malafacha - Hombre vestido como el diablo
- Guillermo Álvarez Bianchi - Hombre con corona funeraria
- Jesús Gómez
- René Barrera - Vendedor de lotería
- Isaac Dublán
- Norma Lazareno - Invitada a la fiesta
- Luis Guillermo Piazza - Invitado a la fiesta
- Arturo Ripstein - Invitado a la fiesta
- Alberto Dallal - Invitado a la fiesta
- Eduardo Fara - Invitado a la fiesta
- Alfonso Arau
- Noe Murayama
- Rocío Garcel de Roig
- Magda Ginér

## Música
Aunque, según los créditos de la película, la canción «Fuera del mundo» y la cumbia «Estoy adivinando» son de la autoría de Al Suárez, en realidad fueron compuestas por Fernando Vilches y Mariano Ballesté.

## Comentarios
Esta película introdujo a cuatro desconocidos que serían célebres en el arte del mismo país: el músico de trova, compositor y actor Óscar Chávez (el Estilos), los actores Sergio Jiménez (el capitán Gato), Eduardo López Rojas (el Mazacote) y Ernesto Gómez Cruz (el Azteca).[cita requerida]
Los concursos de cine experimental de 1965 y 1967, organizados por la sección de Técnicos y Manuales del Sindicato de Trabajadores de la Producción Cinematográfica (STPC), abrieron la puerta a jóvenes provenientes del teatro, la literatura y las artes plásticas interesados en expresarse a través de un medio que se había convertido en el favorito de las nuevas generaciones de artistas. La creación de compañías productoras como Cinematográfica Marte y Cinematográfica Marco Polo también contribuyó a brindar oportunidades a nuevos directores, gracias al "truco" de hacerlos filmar cortometrajes con apoyo del STIC —el otro sindicato cinematográfico— para luego unirlos en un largometraje.[cita requerida]
Los caifanes fue una película en la que convergieron varios de estos elementos renovadores. Filmada en cinco episodios, sin que en ningún momento se pierda la continuidad narrativa, la cinta fue dirigida por Juan Ibáñez, joven director teatral que había debutado en el cine con Un alma pura (1965), uno de los cinco cuentos que integraron el largometraje Amor, amor, amor (1965), ganador del tercer premio en el primero de los concursos de cine experimental.[cita requerida]
La cinta se convirtió en la más popular de las cintas "de aliento», como se les llamaba en aquellos años al cine que quería romper con los convencionalismos de la industria. Gracias a las estupendas actuaciones de los cuatro «caifanes» y a la ligereza con la que los actores sortearon una trama y unos diálogos que en algunos momentos amenazaban con volverse pretenciosos, la película logró satisfacer por igual al público de la clase media que a la intelectualidad mexicana de su época.[cita requerida]
El argumento de Carlos Fuentes —titulado originalmente Fuera del mundo— es uno de los textos cinematográficos más bellos que se hayan escrito en México. Con referencias directas a la literatura de Santa Teresa de Jesús, a Octavio Paz y a un sinfín de autores, en combinación con un verdadero mosaico de giros populares del lenguaje, la prosa de Fuentes se fusionó con las estupendas imágenes diseñadas por Ibáñez en una amalgama rica en texturas visuales y sonoras.[cita requerida]
Un colorido grupo de actores de apoyo —que incluye la inolvidable presencia de Tamara Garina como la prostituta fantasma del Edificio de Correos y al escritor Carlos Monsiváis como un trasnochado santaclós— al lado de Enrique Álvarez Félix, bien caracterizado, y Julissa, más audaz de lo acostumbrado completan esta cinta.[cita requerida]
Este filme ocupa el lugar número 58 dentro de la lista de las 100 mejores películas del cine mexicano, según la opinión de 25 críticos y especialistas del cine en México, publicada por la revista Somos en julio de 1994.

## La palabracaifán
La palabra caifán es un mexicanismo, no muy usado en la época actual y casi restringido a la Ciudad de México, por lo que su definición se vuelve huidiza. Según Carlos Monsiváis, quien también aparece en esta película, proviene de los mexicanos avecindados en California, conocidos como pachucos, que mezclan las palabras en español e inglés «cae fine», que cae bien, «caifan».[cita requerida]
En términos generales, un caifán es un sujeto al borde de la ley que ha conseguido el respeto y el liderazgo de su barrio.[cita requerida]
Un símil del caifán mexicano podría ser el llamado guapo en el lunfardo de Buenos Aires, que dejó de existir en los años cuarenta.[cita requerida]
En el filme, se da una definición acorde al estilo general del guion:
El capitán Gato se refiere a sus compañeros como caifanes. Paloma pregunta a su novio en voz baja qué es eso. —(es un) Pachuco dice Jaime. Gato, que ha interceptado la conversación, lo corrige: —No, eso es papá grande. Y El Azteca agrega: Caifán es el que las puede todas…[cita requerida]
Es interesante cómo en este breve diálogo se ponen de manifiesto las diferencias en los referentes culturales de los implicados, el rico y el pobre. Mientras que para Jaime el caifán es un pachuco, tomando esta palabra en su acepción de pandillero, para el Azteca el pachuco es papá grande, es decir, un padrote que solo puede con las mujeres que por diversos motivos y medios tiene bajo su dominio. En contraparte, un caifán, como él, puede con cualquiera, ¿incluso con Paloma?[cita requerida]